# Muàwiya (nom)
Muàwiya és un nom masculí àrab (àrab: معاوية, Muʿāwiya) que literalment significa ‘gossa que borda’ o ‘guineu’, ‘guinarda’. Si bé Muàwiya és la transcripció normativa en català del nom en àrab clàssic, també se'l pot trobar transcrit Muawiyah, Muaawiya, Muawiya, Maaouya. Aquest nom també el duen musulmans no arabòfons que l'han adaptat a les característiques fòniques i gràfiques de la seva llengua.
Vegeu aquí personatges i llocs que duen aquest nom.